# Guzhangiense
| Era Eratema | Periodo Sistema | Época Serie                  | Edad Piso                    | Inicio, en millones de años |
| ----------- | --------------- | ---------------------------- | ---------------------------- | --------------------------- |
| Paleozoico  | Pérmico         | Pérmico                      | Pérmico                      | 298,9±0,15                  |
| Paleozoico  | Carbonífero     | Carbonífero                  | Carbonífero                  | 358,86±0,19                 |
| Paleozoico  | Devónico        | Devónico                     | Devónico                     | 419,62±1,36                 |
| Paleozoico  | Silúrico        | Silúrico                     | Silúrico                     | 443,1±0,9                   |
| Paleozoico  | Ordovícico      | Ordovícico                   | Ordovícico                   | 486,8 ±1,5                  |
| Paleozoico  | Cámbrico        | Furongiense Furongiano       | Piso/Edad 10                 | 491,0                       |
| Paleozoico  | Cámbrico        | Furongiense Furongiano       | Jiangshaniense Jiangshaniano | 494,2                       |
| Paleozoico  | Cámbrico        | Furongiense Furongiano       | Paibiense Paibiano           | ~497                        |
| Paleozoico  | Cámbrico        | Miaolingiense Miaolingiano   | Guzhangiense Guzhangiano     | ~500,5                      |
| Paleozoico  | Cámbrico        | Miaolingiense Miaolingiano   | Drumiense Drumiano           | ~504,5                      |
| Paleozoico  | Cámbrico        | Miaolingiense Miaolingiano   | Wuliuense Wuliuano           | ~506,5                      |
| Paleozoico  | Cámbrico        | Serie/Época 2                | Piso/Edad 4                  | 514,5                       |
| Paleozoico  | Cámbrico        | Serie/Época 2                | Piso/Edad 3                  | ~521                        |
| Paleozoico  | Cámbrico        | Terreneuviense Terreneuviano | Piso/Edad 2                  | ~529                        |
| Paleozoico  | Cámbrico        | Terreneuviense Terreneuviano | Fortuniense Fortuniano       | 538,8±0,6                   |

El Guzhangiense o Guzhangiano es el tercer y último piso y edad del Miaolingiense (tercera  serie y época del Cámbrico) en la escala temporal geológica. Sucede al Drumiense y precede al Paibiense (primer piso del Furongiense). Se inició hace unos 500,5 millones de años y terminó hace unos 494,2 millones de años.
El nombre Guzhangiense procede del condado de Guzhang (prefectura de Xiangxi, provincia de Hunan, China), en el que se definió el estratotipo global de la base (GSSP).

## Sección estratotipo y punto de límite global (GSSP)

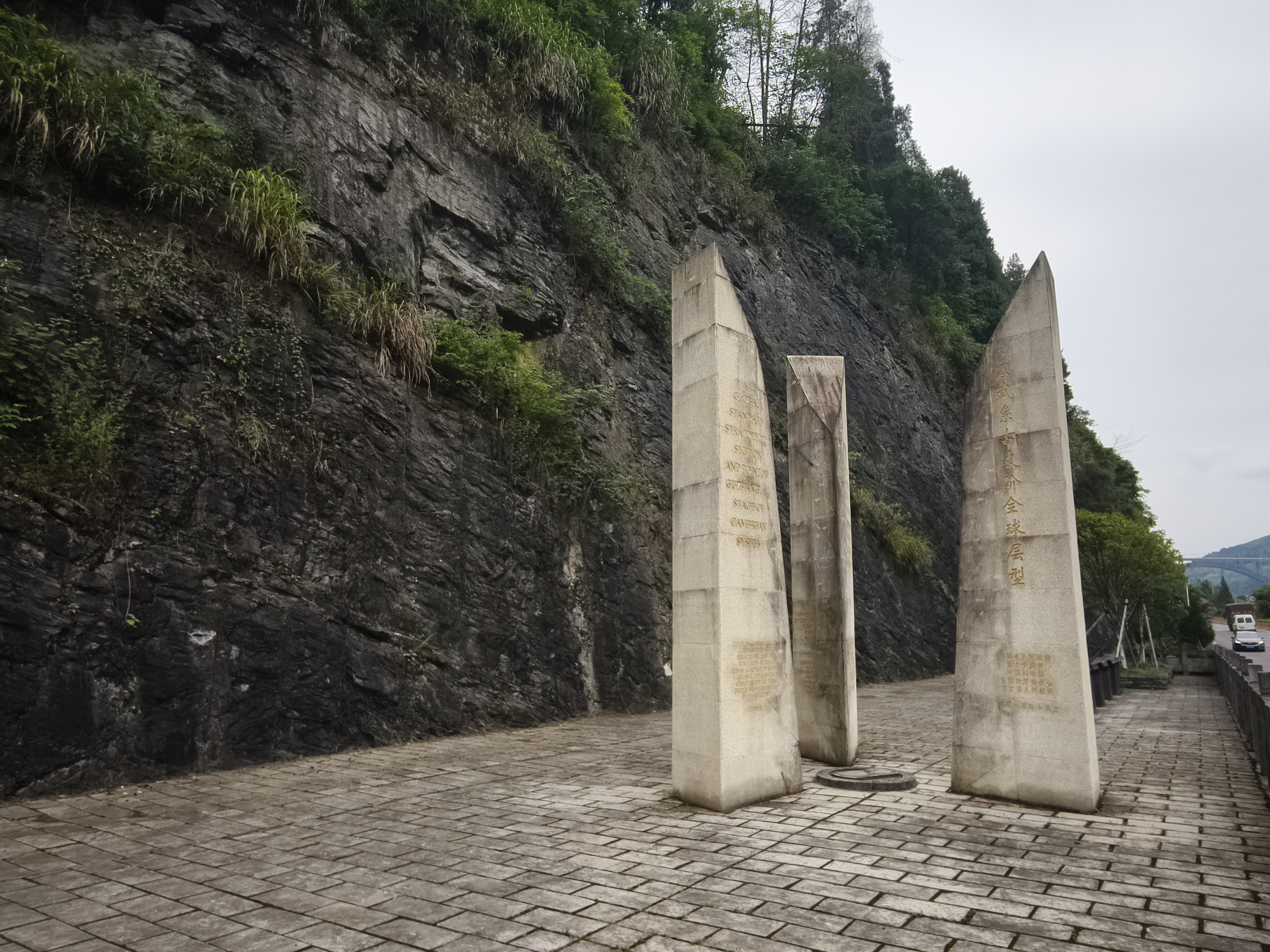
Monumento y afloramiento del GSSP del Guzhangiense, condado de Guzhang (China)

La sección estratotipo y punto de límite global (GSSP) para la base del piso Paibiense está situado en la localidad de Luoyixi, en el condado de Guzhang (prefectura de Xiangxi, provincia de Hunan, China). Se caracteriza por la primera aparición del trilobites agnóstido Lejopyge laevigata. El piso y el GSSP fueron aprobados por la Comisión Internacional de Estratigrafía y ratificados posteriormente por la Unión Internacional de Ciencias Geológicas en 2008.
El techo del Guzhangiense se define por el GSSP de la base del Paibiense, que se caracteriza por la primera aparición del trilobites agnóstido Glyptagnostus reticulatus.